# 護理深造學院
護理深造學院（英語：Institute of Advanced Nursing Studies）是香港一所於1995年7月升格的護理人員深造學院，隸屬於醫院管理局，為醫院管理局總辦事處護理服務部執行培育訓練事務，升格起至2012年12月，培育訓練了逾萬名護理人員。深造課程專門為到有經驗的註冊護士而設，經過醫院挑選後，合符資格的優秀人才方有機會進入護理深造學院學習。現任護理深造學院院長為黃玉根。

## 歷史
護理深造學院的前身為醫務衛生署護士深造學校，在醫院管理局行政總裁全力支持下，於1995年7月升格為學院。
為了滿足香港對不同專科護士的需求，及提升註冊護士的質素，護理深造學院於2009年起增加學額及學科，包括風濕及諮詢會診精神科護理課程等。於2013年，增加20%學額至1,300個以應付香港社會需求，及計畫推出耳鼻喉專科等。

## 學科
- 內科
- 外科
- 骨科
- 兒科
- 老人科
- 精神科
- 風濕科
- 糖尿病
- 小兒腫瘤
- 兒童精神
- 諮詢會診精神科護理
- 耳鼻喉專科[3]